# マウリツィオ・マルガリオ
マウリツィオ・マルガリオ（イタリア語: Maurizio Margaglio、1974年11月16日 - ）は、イタリア出身のフィギュアスケート選手。2002年ソルトレークシティオリンピックアイスダンス銅メダリスト。2001年世界フィギュアスケート選手権アイスダンスチャンピオン。パートナーはバーバラ・フーザル＝ポリ。

## 経歴

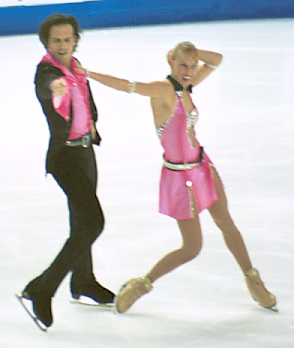
マウリツィオ・マルガリオ/バーバラ・フーザル＝ポリ(2006)

- イタリアのミラノに生まれ、9歳ころからスケートを始めた。当初はクラウディア・フリゴリとカップルを組んでいたが、1994-95年シーズンからバーバラ・フーザル＝ポリと組む。
- 2000-2001年シーズン、グランプリファイナル優勝。ヨーロッパフィギュアスケート選手権も制し、2001年世界フィギュアスケート選手権ではイタリア人選手として初めて優勝を果たした。
- 2002年ソルトレイクシティオリンピックでイタリア人選手として初めてのメダルとなる銅メダルを獲得。
- ソルトレイクシティオリンピック後にアマチュアを引退し、プロに転向。
- 2005-2006年シーズン、地元開催のトリノオリンピックを目指しアマチュアに復帰。イタリア代表としてオリンピック出場を勝ち取った。オリンピックではコンパルソリーダンスで首位に立つも、オリジナルダンスの最後のリフトでバランスを崩し転倒。演技直後にリンク上で十数秒間睨みあう姿が国際映像で放映された。
- トリノオリンピック後に再度引退。現在はプロとして活動している。

## 主な戦績
| 大会/年            | 1994-95 | 1995-96 | 1996-97 | 1997-98 | 1998-99 | 1999-00 | 2000-01 | 2001-02 | 2005-06 |
| ------------------ | ------- | ------- | ------- | ------- | ------- | ------- | ------- | ------- | ------- |
| オリンピック       |         |         |         | 6       |         |         |         | 3       | 6       |
| 世界選手権         |         | 10      | 9       | 5       | 5       | 2       | 1       |         |         |
| 欧州選手権         | 10      | 8       | 7       | 5       | 4       | 2       | 1       | 2       |         |
| イタリア選手権     | 1       | 1       | 1       | 1       | 1       | 1       | 1       | 1       | 1       |
| GPファイナル       |         |         |         | 5       | 5       | 2       | 1       | 4       |         |
| GPロシア杯         |         |         |         |         |         | 1       | 1       | 1       |         |
| GPスパルカッセン杯 |         |         |         |         |         |         | 1       | 1       |         |
| GPスケートアメリカ |         |         |         | 2       | 3       | 1       | 1       |         |         |
| GPエリック杯       |         |         |         |         | 2       | 2       |         |         |         |
| GPNHK杯            |         |         | 5       | 3       |         |         |         |         |         |
| GPスケートカナダ   |         | 7       | 3       |         |         |         |         |         |         |
| シェーファー記念   | 3       |         |         |         |         |         |         |         |         |